# 荷蘭中央統計局

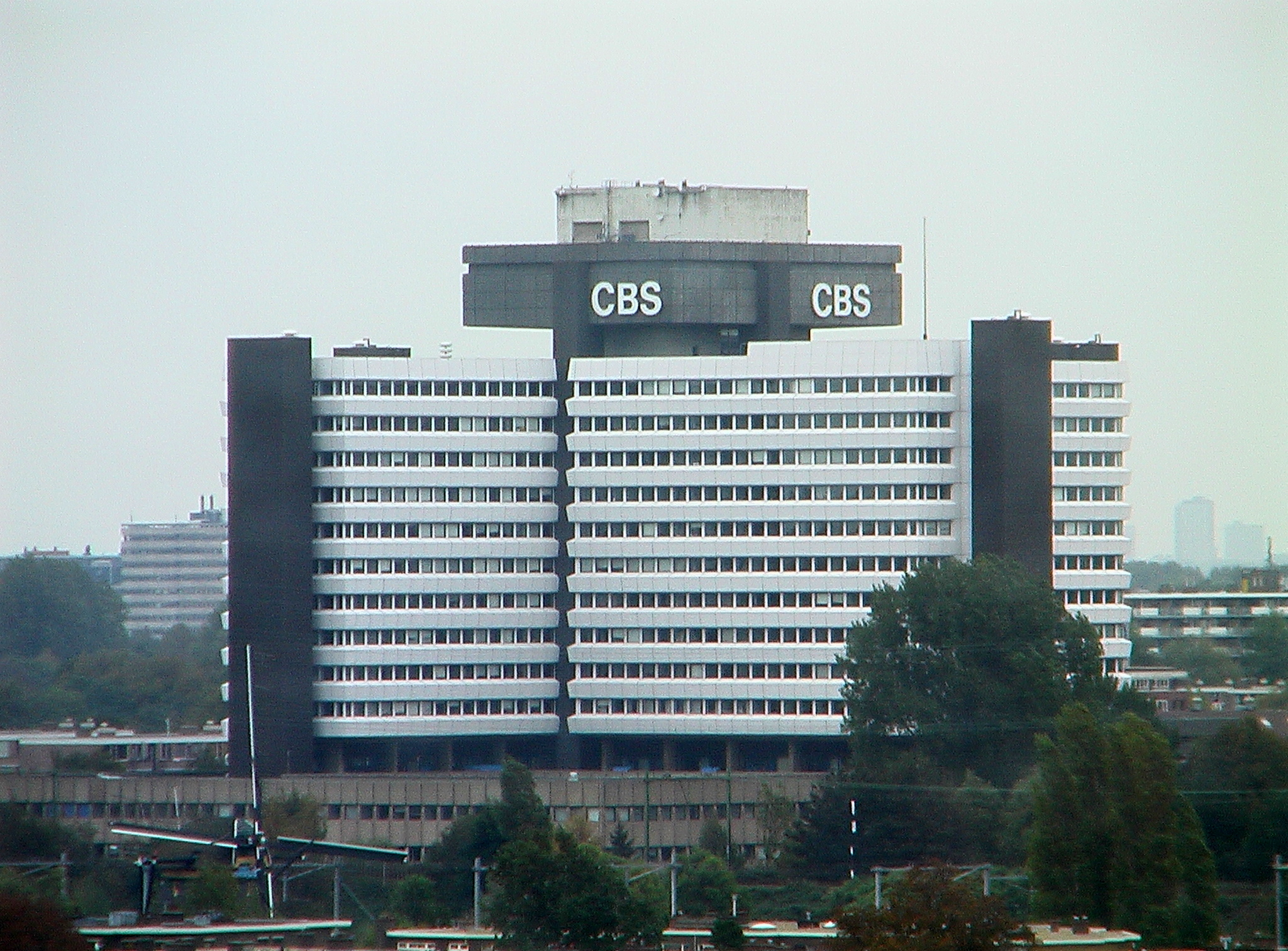
位於海牙的辦公大樓

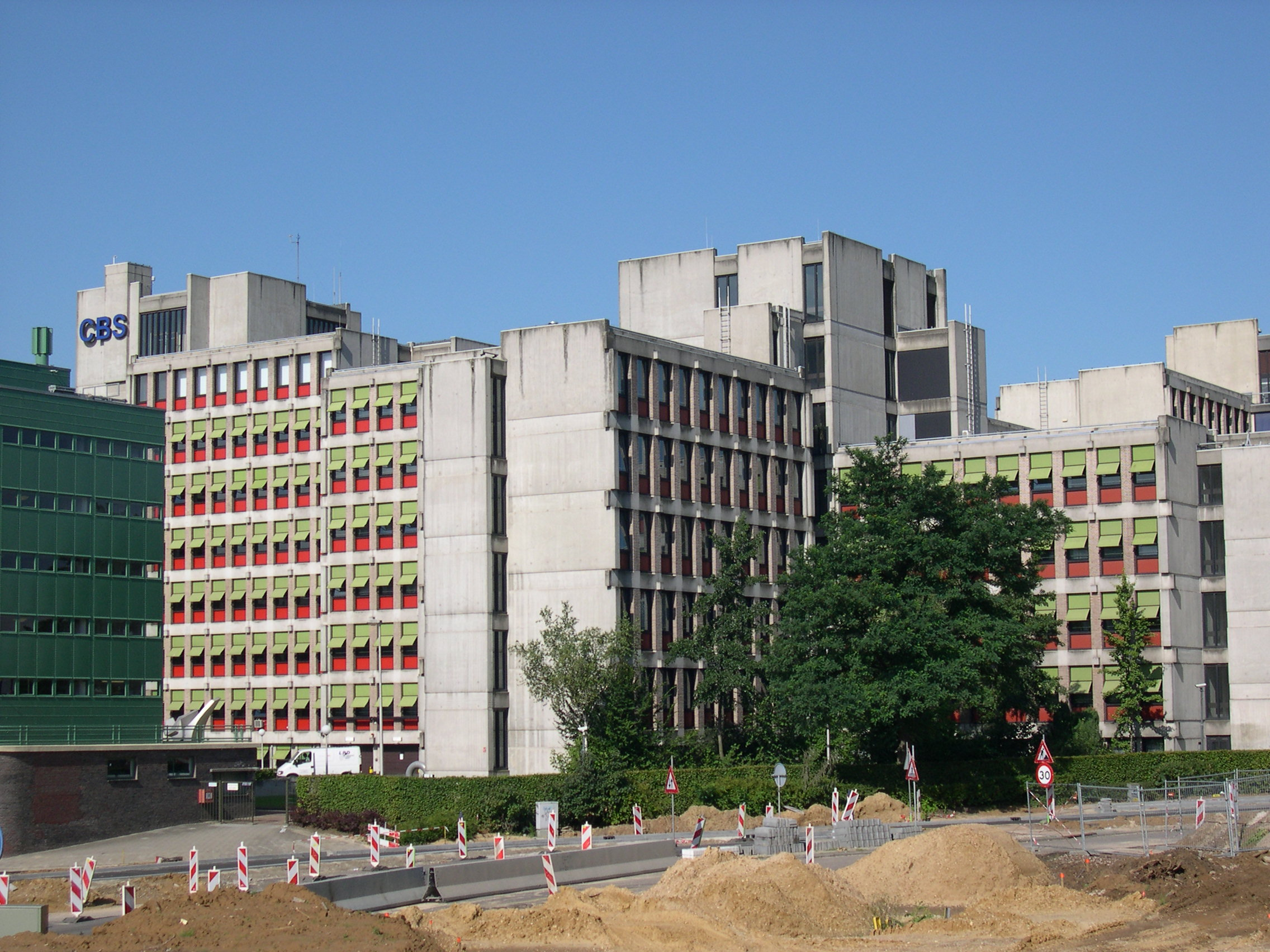
位於希倫的辦公大樓

荷蘭中央統計局（荷蘭語：Centraal Bureau voor de Statistiek, CBS）又稱荷蘭統計局，縮寫為CBS，成立於1899年，為專門收集荷蘭統計資訊的政府部門。隸屬於荷蘭經濟部，在海牙和海尔伦設有辦公室。自2004年1月3日起，中央統計局成為一個半官方機構。
中央統計局所收集的統計資訊有：
- 經濟成長
- 物價
- 個人及家庭所得
- 人口數
- 失業率

中央統計局執行計畫須由中央統計委員會（Central Commission for Statistics）批准。根據1996年的法令，該獨立委員會必須看守中央統計局的公正性、獨立性、品質、相關性和連續性。

## 外部連結
- （荷兰文） 中央統計局 （页面存档备份，存于）
- （英文） 中央統計局 （页面存档备份，存于）
- StatLine （页面存档备份，存于）